# Tim Brys
Tim Brys (Gante, 30 de julio de 1992) es un deportista belga que compite en remo.
Ganó una medalla de bronce en el Campeonato Mundial de Remo de 2018 y dos medallas de bronce en el Campeonato Europeo de Remo, en los años 2019 y 2020.
Participó en los Juegos Olímpicos de Tokio 2020, ocupando el quinto lugar en la prueba de doble scull ligero.

## Palmarés internacional
| Campeonato Mundial | Campeonato Mundial | Campeonato Mundial | Campeonato Mundial |
| Año                | Lugar              | Medalla            | Prueba             |
| ------------------ | ------------------ | ------------------ | ------------------ |
| 2018               | Plovdiv (Bulgaria) | Medalla de bronce  | Doble scull ligero |
| Campeonato Europeo |                    |                    |                    |
| Año                | Lugar              | Medalla            | Prueba             |
| 2019               | Lucerna (Suiza)    | Medalla de bronce  | Doble scull ligero |
| 2020               | Poznań (Polonia)   | Medalla de bronce  | Doble scull ligero |